# Dwyane Wade
Dwyane Wade   (Chicago, 17 de gener de 1982) és un exjugador nord-americà de bàsquet (2003-2019) que va jugar la gran majoria d'anys als Miami Heat de l'NBA. Amb 1,93 metres d'alçada jugava a la posició d'escorta. Va ser escollit en la cinquena posició del draft de l'NBA del 2003 per l'equip de Florida.
Ha guanyat tres campionats de l'NBA, tots tres amb Miami Heat, els anys 2006, 2012 i 2013. En el seu primer anell, el del 2006, va ser escollit MVP de les finals.
La temporada 2016-2017 va jugar-la a l'equip d'on va néixer, els Chicago Bulls, i posteriorment l'estiu del 2017 marxa als Cleveland Cavaliers per retrobar-se amb Lebron James. El dia 8 de febrer de 2018 Dwayne Wade retornà a Miami Heat deixant a Cleveland una segona ronda protegida.
La seva petjada als Miami Heat és enorme, sent possiblement el jugador més important de la seva història. Lidera la franquícia en punts, partits jugats, assistències, robatoris, tirs anotats i tirs intentats. Tot això i els tres anells aconseguits amb la franquícia, van fer que l'equip li retirés la samarreta amb el seu dorsal 3 el 23 de febrer de 2020.
Entre altres reconeixements, ha jugat 13 vegades el partit de l'All-Star i escollit dues vegades en el millor quintet de la temporada.

## Universitat
Segons Wade, la seva germana Tragil va ser la persona que més es va fer càrrec d'ell i va evitar que portés una mala vida. Wade va jugar a la Marquette University, liderant els Golden Eagles, sobrenom de l'equip, a la final four universitària de 2003. El seu millor moment com a universitari recau el 2003 a la final regional de la divisió Midwest de la NCAA a Minneapolis. Contra el rival més fort d'aquell moment, Kentucky, Wade va anotar un sorprenent triple-doble, amb 29 punts, 11 rebots i 11 assistències, liderant Marquette a guanyar els Wildcats per 83-69. Wade va ser el quart jugador de la història en anotar en un partit universitari un triple-doble tot just després d'Oscar Robertson, Magic Johnson i Andre Miller.
Al draft del 2003 va ser escollit en el número 5 per Miami Heat. El número 1 va ser Lebron James.

## Jugador professional
Miami Heat primer etapa (2003-2016)
La primera temporada va estar en el millor quintet de Rookies, sent la del 2003 una de les millors generacions de la història. Wade es va convertir en poc temps en el jugador franquícia de Miami. Des del primer any les seves estadístiques eren les millors de l'equip, i amb la incorporació de Shaquille O'Neal el 2004 l'equip es va fer més competitiu. La temporada 2005-2006, la seva tercera a la lliga, els Miami Heat guanyen la NBA derrotant a la final als Dallas Mavericks per 4-2. A més a més, Wade va ser escollit MVP de la final.
Durant els anys següents, tot i que Wade ja era un dels millors jugadors de l'NBA, l'equip no va passar mai de la primera ronda de Playoffs. Però l'estiu de 2010 tot canvia amb l'arribada a l'equip de Chris Bosh i de LeBron James, on es formaria un big-three que feia que l'equip tornés a ser un dels principals candidats a l'anell.
I així ho van demostrar els quatre anys següents, en que van arribar a les finals cada any. En les primeres (2011) van ser derrotats (2-4), es podria dir que una mica sorprenentment, per uns veterans Dallas Mavericks liderats per Dirk Nowitzki.
Les dues següents temporades, la 2011-2012 i 2012-2013, Miami Heat arribaria a les finals i les guanyaria, contra Oklahoma City Thunder (4-1) i San Antonio Spurs (4-3) respectivament. Les finals dels 2013 contra els Suprs son famoses per un triple de Ray Allen en els últims segons del sisè partit que forçava la pròrroga.
La temporada següent (2013-2014) Wade i els Miami Heat tornarien a arribar a les finals, però perdrien (1-4) contra els seus rivals de l'anterior, els San Antonio Spurs. En aquestes finals, en molts moments LeBron James es va trobar massa sol en atac degut a la gran defensa que va plantejar el tècnic dels Spurs Gregg Popovich sobre Wade.
L'estiu del 2014 LeBron James va abandonar l'equip per tornar als Cleveland Cavaliers, trencant així el big-three amb Wade i Bosh que tantes alegries havia donat a Miami. Wade i Bosh si que van renovar, però tot i la encara presència dels dos All-Star, clarament l'equip va baixar de nivell, passant de candidat a l'anell a lluitar per entrar a Playoffs. La 2014-2015 no ho van aconseguir, i la 2015-2016 sí, però van caure en segona ronda contra els Toronto Raptors (3-4).

## Chicago Bulls (2016-17)
L'estiu de 2016 va marxar a l'equip de la seva ciutat de naixement, els Chicago Bulls, on intentaria formar un altre big-three amb Rajon Rondo i Jimmy Butler. La química, però, no va ser la desitjada, i fins i tot els tres van ser multats per criticar als jugadors més joves de l'equip. Van caure en primera ronda de Playoffs contra els Boston Celtics (4-2).

## Cleveland Cavaliers (2017-18)
L'estiu del 2017, després d'alliberar-se del Bulls, Wade va signar amb els sub-campions de l'NBA i canditats a l'anell Cleveland Cavaliers per retrobar-se amb el seu amic LeBron James. L'aventura de Wade a la ciutat d'Ohio no va durar gaire, ja que al febrer d'aquella mateixa temporada va tornar a Miami a canvi d'una segona ronda.

## Miami Heat segona etapa (2018-2019)
Era el retorn del fill pròdig a l'equip, i tot i que ni l'equip ni el propi Wade estaven al nivell dels quatre anys gloriosos (2010-2014), Wade va tenir algunes actuacions destacables, com un triple a l'últim segon que donava la victòria a Miami contra els actuals campions Golden State Warriors.
En la primera temporada del retorn es van classificar pels Playoffs, en que van caure en primera ronda contra els Philadelphia 76ers. Aquesta ronda va servir a Wade per superar a Larry Bird com a desè màxim anotador de la història dels Payoffs.
El 23 de febrer de 2020 els Miami Heat van retirar la samarreta de Wade.

## Premis
- Campió de l'NBA: 2006, 2012, 2013
- MVP de la final de l'NBA: 2006
- 2 vegades al NBA All-Star: 2005, 2006
- 2 vegades en el millor equip de l'NBA:

- Segon equip: 2005, 2006

- 1 vegada en el Millor equip defensiu:

- Segon equip: 2005

- Jugador del millor equip de Rookies: 2004
- NBA All-Star Skills Challenge Champion2006
- Cinquè a punts per partit (27,2): 2006
- Desè a assistències per partit (6,7): 2006
- Sisè a robatoris per partit (,.95): 2006

## Curiositats
- Membre de l'equip olímpic dels EUA a Atenes 2004 que va eliminar la selecció espanyola de Pau Gasol.
- Té un contracte amb Converse, qui ha fet sabatilles amb el seu nom.
- És habitual que el seu nom estigui mal escrit. L'error més habitual és "Dwayne" en comptes de "Dwyane".